# Akaiwa (Okayama)
Akaiwa (赤磐市 Akaiwa-shi?) es una ciudad localizada en la prefectura de Okayama, Japón. En junio de 2019 tenía una población estimada de 42.676 habitantes y una densidad de población de 204 personas por km². Su área total es de 209,36 km².

## Geografía

### Localidades circundantes
- Prefectura de Okayama
  - Okayama
  - Bizen
  - Kumenan
  - Misaki
  - Wake

## Demografía
Según los datos del censo japonés, esta es la población de Akaiwa en los últimos años.
| Año del censo | Población |
| ------------- | --------- |
| 1995          | 43.011    |
| 2000          | 43.813    |
| 2005          | 43.913    |
| 2010          | 43.458    |
| 2015          | 43.214    |